# Platycleis falx
Platycleis falx är en insektsart som först beskrevs av Fabricius 1775.  Platycleis falx ingår i släktet Platycleis och familjen vårtbitare.

## Underarter
Arten delas in i följande underarter:
- P. f. falx
- P. f. laticauda